# Fortune Global 500
Fortune Global 500 ist eine jährlich erscheinende Liste der 500 umsatzstärksten Unternehmen der Welt. Sie wird vom US-amerikanischen Wirtschaftsmagazin Fortune veröffentlicht. Die dort aufgeführten Unternehmen sind überwiegend börsennotiert.

## Überblick
Die erste Fortune Global 500 erschien am 30. Juli 1990 mit den Angaben für das Geschäftsjahr 1989. Bis 1989 verzeichnete die Liste unter dem Namen „International 500“ nur nicht-amerikanische Industrieunternehmen. 1990 kamen US-Unternehmen hinzu, um eine wirklich globale Liste der umsatzstärksten Industrieunternehmen zu erstellen. Seit 1995 hat die Liste ihre gegenwärtige Form und verzeichnet auch Banken, Versicherungen sowie Finanzdienstleister nach deren Umsatz.
Laut den Definitionen und Erklärungen von Fortune sind nichtbörsennotierte Unternehmen in der Liste Fortune Global 500 nur berücksichtigt, wenn sie einen sogenannten Form 10-K Geschäftsbericht veröffentlichen. Aus diesem Grund nicht in der Liste aufgeführt sind Cargill und Koch Industries, die mit einem geschätzten Jahresumsatz von 109,6 Milliarden US-Dollar beziehungsweise 100,0 Milliarden US-Dollar im Geschäftsjahr 2010 die beiden größten nichtbörsennotierten US-Unternehmen waren.
Seit 1990 waren drei Konzerne aus den USA (ExxonMobil, General Motors, Walmart), ein Konzern aus Japan (Mitsubishi Corporation) und ein Konzern aus den Niederlanden (Royal Dutch Shell) größte Unternehmen der Welt. Die beste Platzierung eines deutschen Unternehmens erreichte DaimlerChrysler 1999. Mit einem Umsatz von 154,6 Milliarden US-Dollar lag der Konzern weltweit auf Rang 2 und in Europa auf Rang 1.
Es gibt keinen weltweit anerkannten einheitlichen Bewertungsmaßstab für die Größe eines Unternehmens. Mögliche Größen sind der Umsatz, die Marktkapitalisierung oder die Mitarbeiterzahl. Fortune hat sich für den Umsatz entschieden. Fortune Global 500 steht in Konkurrenz zu den Listen Forbes Global 2000 und Financial Times Global 500.

## Top 20 der Fortune Global 500

### 2024
Die Liste erschien 2024 mit den Angaben für das Geschäftsjahr 2023.
| Rang | Unternehmen              | Land                | Umsatz 2023 in Mrd. $ | Branche          |
| ---- | ------------------------ | ------------------- | --------------------- | ---------------- |
| 1.   | Walmart                  | USA                 | 648,125               | Handel           |
| 2.   | Amazon.com               | USA                 | 574,785               | Internethandel   |
| 3.   | State Grid               | Volksrepublik China | 545,948               | Versorger        |
| 4.   | Saudi Aramco             | Saudi-Arabien       | 494,890               | Öl und Gas       |
| 5.   | Sinopec                  | Volksrepublik China | 429,700               | Öl und Gas       |
| 6.   | China National Petroleum | Volksrepublik China | 421,714               | Öl und Gas       |
| 7.   | Apple                    | USA                 | 383,285               | Technologie      |
| 8.   | UnitedHealth             | USA                 | 371,622               | Versicherungen   |
| 9.   | Berkshire Hathaway       | USA                 | 364,482               | Holding          |
| 10.  | CVS Health               | USA                 | 357,776               | Handel           |
| 11.  | Volkswagen               | Deutschland         | 348,409               | Automobile       |
| 12.  | ExxonMobil               | USA                 | 344,582               | Öl und Gas       |
| 13.  | Shell                    | Großbritannien      | 323,183               | Öl und Gas       |
| 14.  | CSCEC                    | Volksrepublik China | 320,431               | Bau              |
| 15.  | Toyota                   | Japan               | 312,018               | Automobile       |
| 16.  | McKesson                 | USA                 | 309,951               | Gesundheitswesen |
| 17.  | Alphabet                 | USA                 | 307,394               | Technologie      |
| 18.  | Cencora                  | USA                 | 288,309               | Pharmahandel     |
| 19.  | Trafigura                | Singapur            | 244,290               | Rohstoffhandel   |
| 20.  | Costco Wholesale         | USA                 | 242,290               | Einzelhandel     |

### 2023
Die Liste erschien 2023 mit den Angaben für das Geschäftsjahr 2022.
| Rang | Unternehmen              | Land                | Umsatz 2022 in Mrd. $ | Branche          |
| ---- | ------------------------ | ------------------- | --------------------- | ---------------- |
| 1.   | Walmart                  | USA                 | 611,289               | Handel           |
| 2.   | Saudi Aramco             | Saudi-Arabien       | 603,651               | Öl und Gas       |
| 3.   | State Grid               | Volksrepublik China | 530,009               | Versorger        |
| 4.   | Amazon.com               | USA                 | 513,983               | Internethandel   |
| 5.   | China National Petroleum | Volksrepublik China | 483,019               | Öl und Gas       |
| 6.   | Sinopec                  | Volksrepublik China | 471,154               | Öl und Gas       |
| 7.   | ExxonMobil               | USA                 | 413,680               | Öl und Gas       |
| 8.   | Apple                    | USA                 | 394,328               | Technologie      |
| 9.   | Shell                    | Großbritannien      | 386,201               | Öl und Gas       |
| 10.  | UnitedHealth             | USA                 | 324,162               | Versicherungen   |
| 11.  | CVS Health               | USA                 | 322,467               | Handel           |
| 12.  | Trafigura                | Singapur            | 318,476               | Rohstoffhandel   |
| 13.  | CSCEC                    | Volksrepublik China | 305,885               | Bau              |
| 14.  | Berkshire Hathaway       | USA                 | 302,089               | Holding          |
| 15.  | Volkswagen               | Deutschland         | 293,685               | Automobile       |
| 16.  | Uniper                   | Deutschland         | 288,309               | Versorger        |
| 17.  | Alphabet                 | USA                 | 282,836               | Technologie      |
| 18.  | McKesson                 | USA                 | 276,711               | Gesundheitswesen |
| 19.  | Toyota                   | Japan               | 274,491               | Automobile       |
| 20.  | TotalEnergies            | Frankreich          | 263,310               | Öl und Gas       |

### 2022
Die Liste erschien 2022 mit den Angaben für das Geschäftsjahr 2021.
| Rang | Unternehmen              | Land                | Umsatz 2021 in Mrd. $ | Branche          |
| ---- | ------------------------ | ------------------- | --------------------- | ---------------- |
| 1.   | Walmart                  | USA                 | 572,754               | Handel           |
| 2.   | Amazon.com               | USA                 | 469,822               | Internethandel   |
| 3.   | State Grid               | Volksrepublik China | 460,617               | Versorger        |
| 4.   | China National Petroleum | Volksrepublik China | 411,692               | Öl und Gas       |
| 5.   | Sinopec                  | Volksrepublik China | 401,314               | Öl und Gas       |
| 6.   | Saudi Aramco             | Saudi-Arabien       | 400,399               | Öl und Gas       |
| 7.   | Apple                    | USA                 | 365,817               | Technologie      |
| 8.   | Volkswagen               | Deutschland         | 295,820               | Automobile       |
| 9.   | CSCEC                    | Volksrepublik China | 293,712               | Bau              |
| 10.  | CVS Health               | USA                 | 292,111               | Handel           |
| 11.  | UnitedHealth             | USA                 | 287,597               | Versicherungen   |
| 12.  | ExxonMobil               | USA                 | 285,938               | Öl und Gas       |
| 13.  | Toyota                   | Japan               | 279,371               | Automobile       |
| 14.  | Berkshire Hathaway       | USA                 | 276,094               | Holding          |
| 15.  | Shell                    | Großbritannien      | 272,657               | Öl und Gas       |
| 16.  | McKesson                 | USA                 | 263,966               | Gesundheitswesen |
| 17.  | Alphabet                 | USA                 | 257,637               | Technologie      |
| 18.  | Samsung Electronics      | Südkorea            | 244,334               | Technologie      |
| 19.  | Trafigura                | Niederlande         | 231,308               | Rohstoffhandel   |
| 20.  | Foxconn                  | Taiwan              | 214,619               | Technologie      |

### 2021
Die Liste erschien 2021 mit den Angaben für das Geschäftsjahr 2020.
| Rang | Unternehmen              | Land                | Umsatz 2020 in Mrd. $ | Branche          |
| ---- | ------------------------ | ------------------- | --------------------- | ---------------- |
| 1.   | Walmart                  | USA                 | 559,151               | Handel           |
| 2.   | State Grid               | Volksrepublik China | 386,618               | Versorger        |
| 3.   | Amazon.com               | USA                 | 386,064               | Internethandel   |
| 4.   | China National Petroleum | Volksrepublik China | 289,958               | Öl und Gas       |
| 5.   | Sinopec                  | Volksrepublik China | 283,728               | Öl und Gas       |
| 6.   | Apple                    | USA                 | 274,515               | Technologie      |
| 7.   | CVS Health               | USA                 | 268,706               | Handel           |
| 8.   | UnitedHealth             | USA                 | 257,141               | Versicherungen   |
| 9.   | Toyota                   | Japan               | 256,722               | Automobile       |
| 10.  | Volkswagen               | Deutschland         | 253,965               | Automobile       |
| 11.  | Berkshire Hathaway       | USA                 | 245,510               | Holding          |
| 12.  | McKesson                 | USA                 | 238,228               | Gesundheitswesen |
| 13.  | CSCEC                    | Volksrepublik China | 234,425               | Bau              |
| 14.  | Saudi Aramco             | Saudi-Arabien       | 229,766               | Öl und Gas       |
| 15.  | Samsung Electronics      | Südkorea            | 200,734               | Technologie      |
| 16.  | Ping An Insurance        | Volksrepublik China | 191,509               | Versicherungen   |
| 17.  | AmerisourceBergen        | USA                 | 189,894               | Pharmahandel     |
| 18.  | BP                       | Großbritannien      | 183,500               | Öl und Gas       |
| 19.  | Royal Dutch Shell        | Niederlande         | 183,195               | Öl und Gas       |
| 20.  | ICBC                     | Volksrepublik China | 182,794               | Banken           |

### 2020
Die Liste erschien 2020 mit den Angaben für das Geschäftsjahr 2019.
| Rang | Unternehmen              | Land                | Umsatz 2019 in Mrd. $ | Branche          |
| ---- | ------------------------ | ------------------- | --------------------- | ---------------- |
| 1.   | Walmart                  | USA                 | 523,964               | Handel           |
| 2.   | Sinopec                  | Volksrepublik China | 407,009               | Öl und Gas       |
| 3.   | State Grid               | Volksrepublik China | 383,906               | Versorger        |
| 4.   | China National Petroleum | Volksrepublik China | 379,130               | Öl und Gas       |
| 5.   | Royal Dutch Shell        | Niederlande         | 352,106               | Öl und Gas       |
| 6.   | Saudi Aramco             | Saudi-Arabien       | 329,784               | Öl und Gas       |
| 7.   | Volkswagen               | Deutschland         | 282,760               | Automobile       |
| 8.   | BP                       | Großbritannien      | 282,616               | Öl und Gas       |
| 9.   | Amazon.com               | USA                 | 280,522               | Internethandel   |
| 10.  | Toyota                   | Japan               | 275,288               | Automobile       |
| 11.  | ExxonMobil               | USA                 | 264,938               | Öl und Gas       |
| 12.  | Apple                    | USA                 | 260,174               | Technologie      |
| 13.  | CVS Health               | USA                 | 256,776               | Handel           |
| 14.  | Berkshire Hathaway       | USA                 | 254,616               | Holding          |
| 15.  | UnitedHealth             | USA                 | 242,155               | Versicherungen   |
| 16.  | McKesson                 | USA                 | 231,051               | Gesundheitswesen |
| 17.  | Glencore                 | Schweiz             | 215,111               | Rohstoffhandel   |
| 18.  | CSCEC                    | Volksrepublik China | 205,839               | Bau              |
| 19.  | Samsung Electronics      | Südkorea            | 197,705               | Technologie      |
| 20.  | Daimler                  | Deutschland         | 193,346               | Automobile       |

### 2019
Die Liste erschien 2019 mit den Angaben für das Geschäftsjahr 2018.
| Rang | Unternehmen              | Land                | Umsatz 2018 in Mrd. $ | Branche          |
| ---- | ------------------------ | ------------------- | --------------------- | ---------------- |
| 1.   | Walmart                  | USA                 | 514,405               | Handel           |
| 2.   | Sinopec                  | Volksrepublik China | 414,650               | Öl und Gas       |
| 3.   | Royal Dutch Shell        | Niederlande         | 396,556               | Öl und Gas       |
| 4.   | China National Petroleum | Volksrepublik China | 392,977               | Öl und Gas       |
| 5.   | State Grid               | Volksrepublik China | 387,056               | Versorger        |
| 6.   | Saudi Aramco             | Saudi-Arabien       | 355,905               | Öl und Gas       |
| 7.   | BP                       | Großbritannien      | 303,738               | Öl und Gas       |
| 8.   | ExxonMobil               | USA                 | 290,212               | Öl und Gas       |
| 9.   | Volkswagen               | Deutschland         | 278,342               | Automobile       |
| 10.  | Toyota                   | Japan               | 272,612               | Automobile       |
| 11.  | Apple                    | USA                 | 265,595               | Technologie      |
| 12.  | Berkshire Hathaway       | USA                 | 247,837               | Holding          |
| 13.  | Amazon.com               | USA                 | 232,887               | Internethandel   |
| 14.  | UnitedHealth             | USA                 | 226,247               | Versicherungen   |
| 15.  | Samsung Electronics      | Südkorea            | 221,579               | Technologie      |
| 16.  | Glencore                 | Schweiz             | 219,754               | Rohstoffhandel   |
| 17.  | McKesson                 | USA                 | 214,319               | Gesundheitswesen |
| 18.  | Daimler                  | Deutschland         | 197,515               | Automobile       |
| 19.  | CVS Health               | USA                 | 194,579               | Handel           |
| 20.  | Total                    | Frankreich          | 184,106               | Öl und Gas       |

### 2018
Die Liste erschien 2018 mit den Angaben für das Geschäftsjahr 2017.
| Rang | Unternehmen              | Land                  | Umsatz 2017 in Mrd. $ | Branche           |
| ---- | ------------------------ | --------------------- | --------------------- | ----------------- |
| 1.   | Walmart                  | USA                   | 500,343               | Handel            |
| 2.   | State Grid               | Volksrepublik China   | 348,903               | Versorger         |
| 3.   | Sinopec                  | Volksrepublik China   | 326,953               | Öl und Gas        |
| 4.   | China National Petroleum | Volksrepublik China   | 326,008               | Öl und Gas        |
| 5.   | Royal Dutch Shell        | Niederlande           | 311,870               | Öl und Gas        |
| 6.   | Toyota                   | Japan                 | 265,172               | Automobile        |
| 7.   | Volkswagen               | Deutschland           | 260,028               | Automobile        |
| 8.   | BP                       | Großbritannien        | 244,582               | Öl und Gas        |
| 9.   | ExxonMobil               | USA                   | 244,363               | Öl und Gas        |
| 10.  | Berkshire Hathaway       | USA                   | 242,137               | Holding           |
| 11.  | Apple                    | USA                   | 229,234               | Technologie       |
| 12.  | Samsung Electronics      | Südkorea              | 211,940               | Technologie       |
| 13.  | McKesson                 | USA                   | 208,357               | Gesundheitswesen  |
| 14.  | Glencore                 | Schweiz               | 205,476               | Rohstoffhandel    |
| 15.  | UnitedHealth             | USA                   | 201,159               | Versicherungen    |
| 16.  | Daimler                  | Deutschland           | 185,235               | Automobile        |
| 17.  | CVS Health               | USA                   | 184,765               | Handel            |
| 18.  | Amazon.com               | USA                   | 177,866               | Internethandel    |
| 19.  | Exor                     | Italien / Niederlande | 161,677               | Holding           |
| 20.  | AT&T                     | USA                   | 160,546               | Telekommunikation |

### 2017
Die Liste erschien 2017 mit den Angaben für das Geschäftsjahr 2016.
| Rang | Unternehmen              | Land                  | Umsatz 2016 in Mrd. $ | Branche           |
| ---- | ------------------------ | --------------------- | --------------------- | ----------------- |
| 1.   | Walmart                  | USA                   | 483,873               | Handel            |
| 2.   | State Grid               | Volksrepublik China   | 315,199               | Versorger         |
| 3.   | Sinopec                  | Volksrepublik China   | 267,518               | Öl und Gas        |
| 4.   | China National Petroleum | Volksrepublik China   | 262,573               | Öl und Gas        |
| 5.   | Toyota                   | Japan                 | 254,694               | Automobile        |
| 6.   | Volkswagen               | Deutschland           | 240,264               | Automobile        |
| 7.   | Royal Dutch Shell        | Niederlande           | 240,033               | Öl und Gas        |
| 8.   | Berkshire Hathaway       | USA                   | 223,604               | Holding           |
| 9.   | Apple                    | USA                   | 215,639               | Technologie       |
| 10.  | ExxonMobil               | USA                   | 205,004               | Öl und Gas        |
| 11.  | McKesson                 | USA                   | 198,533               | Gesundheitswesen  |
| 12.  | BP                       | Großbritannien        | 186,606               | Öl und Gas        |
| 13.  | UnitedHealth             | USA                   | 184,840               | Versicherungen    |
| 14.  | CVS Health               | USA                   | 177,526               | Handel            |
| 15.  | Samsung Electronics      | Südkorea              | 173,957               | Technologie       |
| 16.  | Glencore                 | Schweiz               | 173,883               | Rohstoffhandel    |
| 17.  | Daimler                  | Deutschland           | 169,483               | Automobile        |
| 18.  | General Motors           | USA                   | 166,380               | Automobile        |
| 19.  | AT&T                     | USA                   | 163,786               | Telekommunikation |
| 20.  | Exor                     | Italien / Niederlande | 154,894               | Holding           |

### 2016
Die Liste erschien 2016 mit den Angaben für das Geschäftsjahr 2015.
| Rang | Unternehmen              | Land                  | Umsatz 2015 in Mrd. $ | Branche          |
| ---- | ------------------------ | --------------------- | --------------------- | ---------------- |
| 1.   | Walmart                  | USA                   | 482,130               | Handel           |
| 2.   | State Grid               | Volksrepublik China   | 329,601               | Versorger        |
| 3.   | China National Petroleum | Volksrepublik China   | 299,271               | Öl und Gas       |
| 4.   | Sinopec                  | Volksrepublik China   | 294,344               | Öl und Gas       |
| 5.   | Royal Dutch Shell        | Niederlande           | 272,156               | Öl und Gas       |
| 6.   | ExxonMobil               | USA                   | 246,204               | Öl und Gas       |
| 7.   | Volkswagen               | Deutschland           | 236,600               | Automobile       |
| 8.   | Toyota                   | Japan                 | 236,592               | Automobile       |
| 9.   | Apple                    | USA                   | 233,715               | Technologie      |
| 10.  | BP                       | Großbritannien        | 225,982               | Öl und Gas       |
| 11.  | Berkshire Hathaway       | USA                   | 210,821               | Holding          |
| 12.  | McKesson                 | USA                   | 192,487               | Gesundheitswesen |
| 13.  | Samsung Electronics      | Südkorea              | 177,440               | Technologie      |
| 14.  | Glencore                 | Schweiz               | 170,497               | Rohstoffhandel   |
| 15.  | ICBC                     | Volksrepublik China   | 167,227               | Banken           |
| 16.  | Daimler                  | Deutschland           | 165,800               | Automobile       |
| 17.  | UnitedHealth             | USA                   | 157,107               | Versicherungen   |
| 18.  | CVS Health               | USA                   | 153,290               | Handel           |
| 19.  | Exor                     | Italien / Niederlande | 152,591               | Holding          |
| 20.  | General Motors           | USA                   | 152,356               | Automobile       |

### 2015
Die Liste erschien 2015 mit den Angaben für das Geschäftsjahr 2014.
| Rang | Unternehmen              | Land                  | Umsatz 2014 in Mrd. $ | Branche          |
| ---- | ------------------------ | --------------------- | --------------------- | ---------------- |
| 1.   | Walmart                  | USA                   | 485,651               | Handel           |
| 2.   | Sinopec                  | Volksrepublik China   | 446,811               | Öl und Gas       |
| 3.   | Royal Dutch Shell        | Niederlande           | 431,344               | Öl und Gas       |
| 4.   | China National Petroleum | Volksrepublik China   | 428,620               | Öl und Gas       |
| 5.   | ExxonMobil               | USA                   | 382,597               | Öl und Gas       |
| 6.   | BP                       | Großbritannien        | 358,678               | Öl und Gas       |
| 7.   | State Grid               | Volksrepublik China   | 339,426               | Versorger        |
| 8.   | Volkswagen               | Deutschland           | 268,566               | Automobile       |
| 9.   | Toyota                   | Japan                 | 247,702               | Automobile       |
| 10.  | Glencore                 | Schweiz               | 221,073               | Rohstoffhandel   |
| 11.  | Total                    | Frankreich            | 212,018               | Öl und Gas       |
| 12.  | Chevron                  | USA                   | 203,784               | Öl und Gas       |
| 13.  | Samsung Electronics      | Südkorea              | 195,845               | Technologie      |
| 14.  | Berkshire Hathaway       | USA                   | 194,673               | Holding          |
| 15.  | Apple                    | USA                   | 182,795               | Technologie      |
| 16.  | McKesson                 | USA                   | 181,241               | Gesundheitswesen |
| 17.  | Daimler                  | Deutschland           | 172,279               | Automobile       |
| 18.  | ICBC                     | Volksrepublik China   | 163,175               | Banken           |
| 19.  | Exor                     | Italien / Niederlande | 162,163               | Automobile       |
| 20.  | Axa                      | Frankreich            | 161,173               | Versicherungen   |

### 2014
Die Liste erschien 2014 mit den Angaben für das Geschäftsjahr 2013.
| Rang | Unternehmen              | Land                | Umsatz 2013 in Mrd. $ | Branche        |
| ---- | ------------------------ | ------------------- | --------------------- | -------------- |
| 1.   | Walmart                  | USA                 | 476,294               | Handel         |
| 2.   | Royal Dutch Shell        | Niederlande         | 459,599               | Öl und Gas     |
| 3.   | Sinopec                  | Volksrepublik China | 457,201               | Öl und Gas     |
| 4.   | China National Petroleum | Volksrepublik China | 432,007               | Öl und Gas     |
| 5.   | ExxonMobil               | USA                 | 407,666               | Öl und Gas     |
| 6.   | BP                       | Großbritannien      | 396,217               | Öl und Gas     |
| 7.   | State Grid               | Volksrepublik China | 333,386               | Versorger      |
| 8.   | Volkswagen               | Deutschland         | 261,539               | Automobile     |
| 9.   | Toyota                   | Japan               | 256,454               | Automobile     |
| 10.  | Glencore                 | Schweiz             | 232,694               | Rohstoffhandel |
| 11.  | Total                    | Frankreich          | 227,882               | Öl und Gas     |
| 12.  | Chevron                  | USA                 | 220,356               | Öl und Gas     |
| 13.  | Samsung Electronics      | Südkorea            | 208,938               | Technologie    |
| 14.  | Berkshire Hathaway       | USA                 | 182,150               | Holding        |
| 15.  | Apple                    | USA                 | 170,910               | Technologie    |
| 16.  | Axa                      | Frankreich          | 165,893               | Versicherungen |
| 17.  | Gazprom                  | Russland            | 165,016               | Öl und Gas     |
| 18.  | E.ON                     | Deutschland         | 162,560               | Versorger      |
| 19.  | Phillips 66              | USA                 | 161,175               | Öl und Gas     |
| 20.  | Daimler                  | Deutschland         | 156,628               | Automobile     |

### 2013
Die Liste erschien 2013 mit den Angaben für das Geschäftsjahr 2012.
| Rang | Unternehmen              | Land                | Umsatz 2012 in Mrd. $ | Branche          |
| ---- | ------------------------ | ------------------- | --------------------- | ---------------- |
| 1.   | Royal Dutch Shell        | Niederlande         | 481,700               | Öl und Gas       |
| 2.   | Walmart                  | USA                 | 469,162               | Handel           |
| 3.   | ExxonMobil               | USA                 | 449,886               | Öl und Gas       |
| 4.   | Sinopec                  | Volksrepublik China | 428,167               | Öl und Gas       |
| 5.   | China National Petroleum | Volksrepublik China | 408,630               | Öl und Gas       |
| 6.   | BP                       | Großbritannien      | 388,285               | Öl und Gas       |
| 7.   | State Grid               | Volksrepublik China | 298,449               | Versorger        |
| 8.   | Toyota                   | Japan               | 265,702               | Automobile       |
| 9.   | Volkswagen               | Deutschland         | 247,613               | Automobile       |
| 10.  | Total                    | Frankreich          | 234,278               | Öl und Gas       |
| 11.  | Chevron                  | USA                 | 233,899               | Öl und Gas       |
| 12.  | Glencore                 | Schweiz             | 214,436               | Rohstoffhandel   |
| 13.  | Japan Post Holdings      | Japan               | 190,859               | Dienstleistungen |
| 14.  | Samsung Electronics      | Südkorea            | 178,555               | Technologie      |
| 15.  | E.ON                     | Deutschland         | 169,756               | Versorger        |
| 16.  | Phillips 66              | USA                 | 169,551               | Öl und Gas       |
| 17.  | Eni                      | Italien             | 167,905               | Öl und Gas       |
| 18.  | Berkshire Hathaway       | USA                 | 162,463               | Holding          |
| 19.  | Apple                    | USA                 | 156,508               | Technologie      |
| 20.  | Axa                      | Frankreich          | 154,571               | Versicherungen   |

### 2012
Die Liste erschien am 23. Juli 2012 mit den Angaben für das Geschäftsjahr 2011.
| Rang | Unternehmen              | Land                | Umsatz 2011 in Mrd. $ | Branche             |
| ---- | ------------------------ | ------------------- | --------------------- | ------------------- |
| 1.   | Royal Dutch Shell        | Niederlande         | 484,489               | Öl und Gas          |
| 2.   | ExxonMobil               | USA                 | 452,926               | Öl und Gas          |
| 3.   | Walmart                  | USA                 | 446,950               | Handel              |
| 4.   | BP                       | Großbritannien      | 386,463               | Öl und Gas          |
| 5.   | Sinopec                  | Volksrepublik China | 375,214               | Öl und Gas          |
| 6.   | China National Petroleum | Volksrepublik China | 352,338               | Öl und Gas          |
| 7.   | State Grid               | Volksrepublik China | 259,142               | Versorger           |
| 8.   | Chevron                  | USA                 | 245,621               | Öl und Gas          |
| 9.   | ConocoPhillips           | USA                 | 237,272               | Öl und Gas          |
| 10.  | Toyota                   | Japan               | 235,364               | Automobile          |
| 11.  | Total                    | Frankreich          | 231,580               | Öl und Gas          |
| 12.  | Volkswagen               | Deutschland         | 221,551               | Automobile          |
| 13.  | Japan Post Holdings      | Japan               | 211,019               | Dienstleistungen    |
| 14.  | Glencore                 | Schweiz             | 186,152               | Rohstoffhandel      |
| 15.  | Gazprom                  | Russland            | 157,831               | Öl und Gas          |
| 16.  | E.ON                     | Deutschland         | 157,057               | Versorger           |
| 17.  | Eni                      | Italien             | 153,676               | Öl und Gas          |
| 18.  | ING Groep                | Niederlande         | 150,571               | Finanzdienstleister |
| 19.  | General Motors           | USA                 | 150,276               | Automobile          |
| 20.  | Samsung Electronics      | Südkorea            | 148,944               | Technologie         |

### 2011
Die Liste erschien am 25. Juli 2011 mit den Angaben für das Geschäftsjahr 2010.
| Rang | Unternehmen              | Land                | Umsatz 2010 in Mrd. $ | Branche             |
| ---- | ------------------------ | ------------------- | --------------------- | ------------------- |
| 1.   | Walmart                  | USA                 | 421,849               | Handel              |
| 2.   | Royal Dutch Shell        | Niederlande         | 378,152               | Öl und Gas          |
| 3.   | ExxonMobil               | USA                 | 354,674               | Öl und Gas          |
| 4.   | BP                       | Großbritannien      | 308,928               | Öl und Gas          |
| 5.   | Sinopec                  | Volksrepublik China | 273,422               | Öl und Gas          |
| 6.   | China National Petroleum | Volksrepublik China | 240,192               | Öl und Gas          |
| 7.   | State Grid               | Volksrepublik China | 226,294               | Versorger           |
| 8.   | Toyota                   | Japan               | 221,760               | Automobile          |
| 9.   | Japan Post Holdings      | Japan               | 203,958               | Dienstleistungen    |
| 10.  | Chevron                  | USA                 | 196,337               | Öl und Gas          |
| 11.  | Total                    | Frankreich          | 186,055               | Öl und Gas          |
| 12.  | ConocoPhillips           | USA                 | 184,966               | Öl und Gas          |
| 13.  | Volkswagen               | Deutschland         | 168,041               | Automobile          |
| 14.  | AXA                      | Frankreich          | 162,236               | Versicherungen      |
| 15.  | Fannie Mae               | USA                 | 153,825               | Banken              |
| 16.  | General Electric         | USA                 | 151,628               | Mischkonzerne       |
| 17.  | ING Groep                | Niederlande         | 147,052               | Finanzdienstleister |
| 18.  | Glencore                 | Schweiz             | 144,978               | Rohstoffhandel      |
| 19.  | Berkshire Hathaway       | USA                 | 136,185               | Mischkonzerne       |
| 20.  | General Motors           | USA                 | 135,592               | Automobile          |

### 2010
Die Liste erschien am 26. Juli 2010 mit den Angaben für das Geschäftsjahr 2009.
| Rang | Unternehmen              | Land                | Umsatz 2009 in Mrd. $ | Branche             |
| ---- | ------------------------ | ------------------- | --------------------- | ------------------- |
| 1.   | Walmart                  | USA                 | 408,214               | Handel              |
| 2.   | Royal Dutch Shell        | Niederlande         | 285,129               | Öl und Gas          |
| 3.   | ExxonMobil               | USA                 | 284,650               | Öl und Gas          |
| 4.   | BP                       | Großbritannien      | 246,138               | Öl und Gas          |
| 5.   | Toyota                   | Japan               | 204,106               | Automobile          |
| 6.   | Japan Post Holdings      | Japan               | 202,196               | Dienstleistungen    |
| 7.   | Sinopec                  | Volksrepublik China | 187,518               | Öl und Gas          |
| 8.   | State Grid               | Volksrepublik China | 184,496               | Versorger           |
| 9.   | AXA                      | Frankreich          | 175,257               | Versicherungen      |
| 10.  | China National Petroleum | Volksrepublik China | 165,496               | Öl und Gas          |
| 11.  | Chevron                  | USA                 | 163,527               | Öl und Gas          |
| 12.  | ING Groep                | Niederlande         | 163,204               | Finanzdienstleister |
| 13.  | General Electric         | USA                 | 156,779               | Mischkonzerne       |
| 14.  | Total                    | Frankreich          | 155,887               | Öl und Gas          |
| 15.  | Bank of America          | USA                 | 150,450               | Banken              |
| 16.  | Volkswagen               | Deutschland         | 146,205               | Automobile          |
| 17.  | ConocoPhillips           | USA                 | 139,515               | Öl und Gas          |
| 18.  | BNP Paribas              | Frankreich          | 130,708               | Banken              |
| 19.  | Assicurazioni Generali   | Italien             | 126,012               | Versicherungen      |
| 20.  | Allianz                  | Deutschland         | 125,999               | Versicherungen      |

### 2009
Die Liste erschien am 20. Juli 2009 mit den Angaben für das Geschäftsjahr 2008.
| Rang | Unternehmen              | Land                | Umsatz 2008 in Mrd. $ | Branche             |
| ---- | ------------------------ | ------------------- | --------------------- | ------------------- |
| 1.   | Royal Dutch Shell        | Niederlande         | 458,361               | Öl und Gas          |
| 2.   | ExxonMobil               | USA                 | 442,851               | Öl und Gas          |
| 3.   | Walmart                  | USA                 | 405,607               | Handel              |
| 4.   | BP                       | Großbritannien      | 367,053               | Öl und Gas          |
| 5.   | Chevron                  | USA                 | 263,159               | Öl und Gas          |
| 6.   | Total                    | Frankreich          | 234,674               | Öl und Gas          |
| 7.   | ConocoPhillips           | USA                 | 230,764               | Öl und Gas          |
| 8.   | ING Groep                | Niederlande         | 226,577               | Finanzdienstleister |
| 9.   | Sinopec                  | Volksrepublik China | 207,814               | Öl und Gas          |
| 10.  | Toyota                   | Japan               | 204,352               | Automobile          |
| 11.  | Japan Post Holdings      | Japan               | 198,700               | Dienstleistungen    |
| 12.  | General Electric         | USA                 | 183,207               | Mischkonzerne       |
| 13.  | China National Petroleum | Volksrepublik China | 181,123               | Öl und Gas          |
| 14.  | Volkswagen               | Deutschland         | 166,579               | Automobile          |
| 15.  | State Grid               | Volksrepublik China | 164,136               | Versorger           |
| 16.  | Dexia                    | Belgien             | 161,269               | Banken              |
| 17.  | Eni                      | Italien             | 159,348               | Versorger, Öl       |
| 18.  | General Motors           | USA                 | 148,979               | Automobile          |
| 19.  | Ford                     | USA                 | 146,277               | Automobile          |
| 20.  | Allianz                  | Deutschland         | 142,395               | Versicherungen      |

### 2008
Die Liste erschien am 21. Juli 2008 mit den Angaben für das Geschäftsjahr 2007.
| Rang | Unternehmen       | Land                | Umsatz 2007 in Mrd. $ | Branche             |
| ---- | ----------------- | ------------------- | --------------------- | ------------------- |
| 1.   | Walmart           | USA                 | 378,799               | Handel              |
| 2.   | ExxonMobil        | USA                 | 372,824               | Öl und Gas          |
| 3.   | Royal Dutch Shell | Niederlande         | 355,782               | Öl und Gas          |
| 4.   | BP                | Großbritannien      | 291,438               | Öl und Gas          |
| 5.   | Toyota            | Japan               | 230,201               | Automobile          |
| 6.   | Chevron           | USA                 | 210,783               | Öl und Gas          |
| 7.   | ING Groep         | Niederlande         | 201,516               | Finanzdienstleister |
| 8.   | Total             | Frankreich          | 187,280               | Öl und Gas          |
| 9.   | General Motors    | USA                 | 182,347               | Automobile          |
| 10.  | ConocoPhillips    | USA                 | 178,558               | Öl und Gas          |
| 11.  | Daimler           | Deutschland         | 177,167               | Automobile          |
| 12.  | General Electric  | USA                 | 176,656               | Mischkonzerne       |
| 13.  | Ford              | USA                 | 172,468               | Automobile          |
| 14.  | Fortis            | Belgien             | 164,877               | Finanzdienstleister |
| 15.  | AXA               | Frankreich          | 162,762               | Versicherungen      |
| 16.  | Sinopec           | Volksrepublik China | 159,260               | Öl und Gas          |
| 17.  | Citigroup         | USA                 | 159,229               | Banken              |
| 18.  | Volkswagen        | Deutschland         | 149,054               | Automobile          |
| 19.  | Dexia             | Belgien             | 147,648               | Banken              |
| 20.  | HSBC              | Großbritannien      | 146,500               | Banken              |

### 2007
Die Liste erschien am 23. Juli 2007 mit den Angaben für das Geschäftsjahr 2006.
| Rang | Unternehmen       | Land                | Umsatz 2006 in Mrd. $ | Branche             |
| ---- | ----------------- | ------------------- | --------------------- | ------------------- |
| 1.   | Walmart           | USA                 | 351,139               | Handel              |
| 2.   | ExxonMobil        | USA                 | 347,254               | Öl und Gas          |
| 3.   | Royal Dutch Shell | Niederlande         | 318,845               | Öl und Gas          |
| 4.   | BP                | Großbritannien      | 274,316               | Öl und Gas          |
| 5.   | General Motors    | USA                 | 207,349               | Automobile          |
| 6.   | Toyota            | Japan               | 204,746               | Automobile          |
| 7.   | Chevron           | USA                 | 200,567               | Öl und Gas          |
| 8.   | DaimlerChrysler   | Deutschland         | 190,191               | Automobile          |
| 9.   | ConocoPhillips    | USA                 | 172,451               | Öl und Gas          |
| 10.  | Total             | Frankreich          | 168,357               | Öl und Gas          |
| 11.  | General Electric  | USA                 | 168,307               | Mischkonzerne       |
| 12.  | Ford              | USA                 | 160,126               | Automobile          |
| 13.  | ING Groep         | Niederlande         | 158,274               | Finanzdienstleister |
| 14.  | Citigroup         | USA                 | 146,777               | Banken              |
| 15.  | AXA               | Frankreich          | 139,738               | Versicherungen      |
| 16.  | Volkswagen        | Deutschland         | 132,323               | Automobile          |
| 17.  | Sinopec           | Volksrepublik China | 131,636               | Öl und Gas          |
| 18.  | Crédit Agricole   | Frankreich          | 128,481               | Banken              |
| 19.  | Allianz           | Deutschland         | 125,346               | Versicherungen      |
| 20.  | Fortis            | Belgien             | 121,202               | Finanzdienstleister |

### 2006
Die Liste erschien am 24. Juli 2006 mit den Angaben für das Geschäftsjahr 2005.
| Rang | Unternehmen       | Land           | Umsatz 2005 in Mrd. $ | Branche             |
| ---- | ----------------- | -------------- | --------------------- | ------------------- |
| 1.   | ExxonMobil        | USA            | 339,938               | Öl und Gas          |
| 2.   | Walmart           | USA            | 315,654               | Handel              |
| 3.   | Royal Dutch Shell | Niederlande    | 306,731               | Öl und Gas          |
| 4.   | BP                | Großbritannien | 267,600               | Öl und Gas          |
| 5.   | General Motors    | USA            | 192,604               | Automobile          |
| 6.   | Chevron           | USA            | 189,481               | Öl und Gas          |
| 7.   | DaimlerChrysler   | Deutschland    | 186,106               | Automobile          |
| 8.   | Toyota            | Japan          | 185,805               | Automobile          |
| 9.   | Ford              | USA            | 177,210               | Automobile          |
| 10.  | ConocoPhillips    | USA            | 166,683               | Öl und Gas          |
| 11.  | General Electric  | USA            | 157,153               | Mischkonzerne       |
| 12.  | Total             | Frankreich     | 152,361               | Öl und Gas          |
| 13.  | ING Groep         | Niederlande    | 138,235               | Finanzdienstleister |
| 14.  | Citigroup         | USA            | 131,045               | Banken              |
| 15.  | AXA               | Frankreich     | 129,839               | Versicherungen      |
| 16.  | Allianz           | Deutschland    | 121,406               | Versicherungen      |
| 17.  | Volkswagen        | Deutschland    | 118,377               | Automobile          |
| 18.  | Fortis            | Belgien        | 112,351               | Finanzdienstleister |
| 19.  | Crédit Agricole   | Frankreich     | 110,765               | Banken              |
| 20.  | AIG               | USA            | 108,905               | Versicherungen      |

### 2005
Die Liste erschien am 25. Juli 2005 mit den Angaben für das Geschäftsjahr 2004.
| Rang | Unternehmen       | Land           | Umsatz 2004 in Mrd. $ | Branche             |
| ---- | ----------------- | -------------- | --------------------- | ------------------- |
| 1.   | Walmart           | USA            | 287,989               | Handel              |
| 2.   | BP                | Großbritannien | 285,059               | Öl und Gas          |
| 3.   | ExxonMobil        | USA            | 270,772               | Öl und Gas          |
| 4.   | Royal Dutch Shell | Niederlande    | 268,690               | Öl und Gas          |
| 5.   | General Motors    | USA            | 193,517               | Automobile          |
| 6.   | DaimlerChrysler   | Deutschland    | 176,688               | Automobile          |
| 7.   | Toyota            | Japan          | 172,616               | Automobile          |
| 8.   | Ford              | USA            | 172,233               | Automobile          |
| 9.   | General Electric  | USA            | 152,866               | Mischkonzerne       |
| 10.  | Total             | Frankreich     | 152,610               | Öl und Gas          |
| 11.  | ChevronTexaco     | USA            | 147,967               | Öl und Gas          |
| 12.  | ConocoPhillips    | USA            | 121,663               | Öl und Gas          |
| 13.  | AXA               | Frankreich     | 121,606               | Versicherungen      |
| 14.  | Allianz           | Deutschland    | 118,937               | Versicherungen      |
| 15.  | Volkswagen        | Deutschland    | 110,649               | Automobile          |
| 16.  | Citigroup         | USA            | 108,276               | Banken              |
| 17.  | ING Groep         | Niederlande    | 105,886               | Finanzdienstleister |
| 18.  | NTT               | Japan          | 100,545               | Telekommunikation   |
| 19.  | AIG               | USA            | 097,987               | Versicherungen      |
| 20.  | IBM               | USA            | 096,293               | Technologie         |

### 2004
Die Liste erschien am 26. Juli 2004 mit den Angaben für das Geschäftsjahr 2003.
| Rang | Unternehmen       | Land           | Umsatz 2003 in Mrd. $ | Branche             |
| ---- | ----------------- | -------------- | --------------------- | ------------------- |
| 1.   | Walmart           | USA            | 263,009               | Handel              |
| 2.   | BP                | Großbritannien | 232,571               | Öl und Gas          |
| 3.   | ExxonMobil        | USA            | 222,883               | Öl und Gas          |
| 4.   | Royal Dutch Shell | Niederlande    | 201,728               | Öl und Gas          |
| 5.   | General Motors    | USA            | 195,324               | Automobile          |
| 6.   | Ford              | USA            | 164,505               | Automobile          |
| 7.   | DaimlerChrysler   | Deutschland    | 156,602               | Automobile          |
| 8.   | Toyota            | Japan          | 153,111               | Automobile          |
| 9.   | General Electric  | USA            | 134,187               | Mischkonzerne       |
| 10.  | Total             | Frankreich     | 118,441               | Öl und Gas          |
| 11.  | Allianz           | Deutschland    | 114,950               | Versicherungen      |
| 12.  | ChevronTexaco     | USA            | 112,937               | Öl und Gas          |
| 13.  | AXA               | Frankreich     | 111,912               | Versicherungen      |
| 14.  | ConocoPhillips    | USA            | 099,468               | Öl und Gas          |
| 15.  | Volkswagen        | Deutschland    | 098,637               | Automobile          |
| 16.  | NTT               | Japan          | 098,229               | Telekommunikation   |
| 17.  | ING Groep         | Niederlande    | 095,983               | Finanzdienstleister |
| 18.  | Citigroup         | USA            | 094,713               | Banken              |
| 19.  | IBM               | USA            | 089,131               | Technologie         |
| 20.  | AIG               | USA            | 081,303               | Versicherungen      |

### 2003
Die Liste erschien am 21. Juli 2003 mit den Angaben für das Geschäftsjahr 2002.
| Rang | Unternehmen            | Land           | Umsatz 2002 in Mrd. $ | Branche             |
| ---- | ---------------------- | -------------- | --------------------- | ------------------- |
| 1.   | Walmart                | USA            | 246,525               | Handel              |
| 2.   | General Motors         | USA            | 186,763               | Automobile          |
| 3.   | ExxonMobil             | USA            | 182,466               | Öl und Gas          |
| 4.   | Royal Dutch Shell      | Niederlande    | 179,431               | Öl und Gas          |
| 5.   | BP                     | Großbritannien | 178,721               | Öl und Gas          |
| 6.   | Ford                   | USA            | 163,871               | Automobile          |
| 7.   | DaimlerChrysler        | Deutschland    | 141,421               | Automobile          |
| 8.   | Toyota                 | Japan          | 131,754               | Automobile          |
| 9.   | General Electric       | USA            | 131,698               | Mischkonzerne       |
| 10.  | Mitsubishi Corporation | Japan          | 109,386               | Handel              |
| 11.  | Mitsui & Co.           | Japan          | 108,631               | Mischkonzerne       |
| 12.  | Allianz                | Deutschland    | 101,930               | Versicherungen      |
| 13.  | Citigroup              | USA            | 100,789               | Banken              |
| 14.  | Total                  | Frankreich     | 096,945               | Öl und Gas          |
| 15.  | ChevronTexaco          | USA            | 092,043               | Öl und Gas          |
| 16.  | NTT                    | Japan          | 089,644               | Telekommunikation   |
| 17.  | ING Groep              | Niederlande    | 088,102               | Finanzdienstleister |
| 18.  | Itochu                 | Japan          | 085,859               | Handel              |
| 19.  | IBM                    | USA            | 083,132               | Technologie         |
| 20.  | Volkswagen             | Deutschland    | 082,204               | Automobile          |

### 2002
Die Liste erschien am 22. Juli 2002 mit den Angaben für das Geschäftsjahr 2001.
| Rang | Unternehmen            | Land           | Umsatz 2001 in Mrd. $ | Branche             |
| ---- | ---------------------- | -------------- | --------------------- | ------------------- |
| 1.   | Walmart                | USA            | 219,812               | Handel              |
| 2.   | ExxonMobil             | USA            | 191,581               | Öl und Gas          |
| 3.   | General Motors         | USA            | 177,260               | Automobile          |
| 4.   | BP                     | Großbritannien | 174,218               | Öl und Gas          |
| 5.   | Ford                   | USA            | 162,412               | Automobile          |
| 6.   | Enron                  | USA            | 138,718               | Versorger           |
| 7.   | DaimlerChrysler        | Deutschland    | 136,897               | Automobile          |
| 8.   | Royal Dutch Shell      | Niederlande    | 135,211               | Öl und Gas          |
| 9.   | General Electric       | USA            | 125,913               | Mischkonzerne       |
| 10.  | Toyota                 | Japan          | 120,814               | Automobile          |
| 11.  | Citigroup              | USA            | 112,022               | Banken              |
| 12.  | Mitsubishi Corporation | Japan          | 105,814               | Handel              |
| 13.  | Mitsui & Co.           | Japan          | 101,206               | Mischkonzerne       |
| 14.  | ChevronTexaco          | USA            | 099,699               | Öl und Gas          |
| 15.  | TotalFinaElf           | Frankreich     | 094,312               | Öl und Gas          |
| 16.  | NTT                    | Japan          | 093,425               | Telekommunikation   |
| 17.  | Itochu                 | Japan          | 091,177               | Handel              |
| 18.  | Allianz                | Deutschland    | 085,929               | Versicherungen      |
| 19.  | IBM                    | USA            | 085,866               | Technologie         |
| 20.  | ING Groep              | Niederlande    | 082,999               | Finanzdienstleister |

### 2001
Die Liste erschien am 23. Juli 2001 mit den Angaben für das Geschäftsjahr 2000.
| Rang | Unternehmen            | Land           | Umsatz 2000 in Mrd. $ | Branche           |
| ---- | ---------------------- | -------------- | --------------------- | ----------------- |
| 1.   | ExxonMobil             | USA            | 210,392               | Öl und Gas        |
| 2.   | Walmart                | USA            | 193,295               | Handel            |
| 3.   | General Motors         | USA            | 184,632               | Automobile        |
| 4.   | Ford                   | USA            | 180,598               | Automobile        |
| 5.   | DaimlerChrysler        | Deutschland    | 150,070               | Automobile        |
| 6.   | Royal Dutch Shell      | Niederlande    | 149,146               | Öl und Gas        |
| 7.   | BP                     | Großbritannien | 148,062               | Öl und Gas        |
| 8.   | General Electric       | USA            | 129,853               | Mischkonzerne     |
| 9.   | Mitsubishi Corporation | Japan          | 126,579               | Handel            |
| 10.  | Toyota                 | Japan          | 121,416               | Automobile        |
| 11.  | Mitsui & Co.           | Japan          | 118,014               | Mischkonzerne     |
| 12.  | Citigroup              | USA            | 111,826               | Banken            |
| 13.  | Itochu                 | Japan          | 109,757               | Handel            |
| 14.  | TotalFinaElf           | Frankreich     | 105,870               | Öl und Gas        |
| 15.  | NTT                    | Japan          | 103,235               | Telekommunikation |
| 16.  | Enron                  | USA            | 100,789               | Versorger         |
| 17.  | AXA                    | Frankreich     | 092,782               | Versicherungen    |
| 18.  | Sumitomo Corporation   | Japan          | 091,168               | Mischkonzerne     |
| 19.  | IBM                    | USA            | 088,396               | Technologie       |
| 20.  | Marubeni               | Japan          | 085,351               | Handel            |

### 2000
Die Liste erschien am 24. Juli 2000 mit den Angaben für das Geschäftsjahr 1999.
| Rang | Unternehmen            | Land           | Umsatz 1999 in Mrd. $ | Branche           |
| ---- | ---------------------- | -------------- | --------------------- | ----------------- |
| 1.   | General Motors         | USA            | 176,558               | Automobile        |
| 2.   | Walmart                | USA            | 166,809               | Handel            |
| 3.   | ExxonMobil             | USA            | 163,881               | Öl und Gas        |
| 4.   | Ford                   | USA            | 162,558               | Automobile        |
| 5.   | DaimlerChrysler        | Deutschland    | 159,986               | Automobile        |
| 6.   | Mitsui & Co.           | Japan          | 118,555               | Mischkonzerne     |
| 7.   | Mitsubishi Corporation | Japan          | 117,766               | Handel            |
| 8.   | Toyota                 | Japan          | 115,671               | Automobile        |
| 9.   | General Electric       | USA            | 111,630               | Mischkonzerne     |
| 10.  | Itochu                 | Japan          | 109,069               | Handel            |
| 11.  | Royal Dutch Shell      | Niederlande    | 105,366               | Öl und Gas        |
| 12.  | Sumitomo Corporation   | Japan          | 095,702               | Mischkonzerne     |
| 13.  | NTT                    | Japan          | 093,592               | Telekommunikation |
| 14.  | Marubeni               | Japan          | 091,807               | Handel            |
| 15.  | AXA                    | Frankreich     | 087,646               | Versicherungen    |
| 16.  | IBM                    | USA            | 087,548               | Technologie       |
| 17.  | BP Amoco               | Großbritannien | 083,566               | Öl und Gas        |
| 18.  | Citigroup              | USA            | 082,005               | Banken            |
| 19.  | Volkswagen             | Deutschland    | 080,073               | Automobile        |
| 20.  | Nippon Life Insurance  | Japan          | 078,515               | Versicherungen    |

### 1999
Die Liste erschien am 2. August 1999 mit den Angaben für das Geschäftsjahr 1998.
| Rang | Unternehmen            | Land           | Umsatz 1998 in Mrd. $ | Branche           |
| ---- | ---------------------- | -------------- | --------------------- | ----------------- |
| 1.   | General Motors         | USA            | 161,315               | Automobile        |
| 2.   | DaimlerChrysler        | Deutschland    | 154,615               | Automobile        |
| 3.   | Ford                   | USA            | 144,416               | Automobile        |
| 4.   | Walmart                | USA            | 139,208               | Handel            |
| 5.   | Mitsui & Co.           | Japan          | 109,373               | Mischkonzerne     |
| 6.   | Itochu                 | Japan          | 108,749               | Handel            |
| 7.   | Mitsubishi Corporation | Japan          | 107,184               | Handel            |
| 8.   | Exxon                  | USA            | 100,697               | Öl und Gas        |
| 9.   | General Electric       | USA            | 100,469               | Mischkonzerne     |
| 10.  | Toyota                 | Japan          | 099,740               | Automobile        |
| 11.  | Royal Dutch Shell      | Niederlande    | 093,692               | Öl und Gas        |
| 12.  | Marubeni               | Japan          | 093,569               | Handel            |
| 13.  | Sumitomo Corporation   | Japan          | 089,021               | Mischkonzerne     |
| 14.  | IBM                    | USA            | 081,667               | Technologie       |
| 15.  | AXA                    | Frankreich     | 078,729               | Versicherungen    |
| 16.  | Citigroup              | USA            | 076,431               | Banken            |
| 17.  | Volkswagen             | Deutschland    | 076,307               | Automobile        |
| 18.  | NTT                    | Japan          | 076,119               | Telekommunikation |
| 19.  | BP Amoco               | Großbritannien | 068,304               | Öl und Gas        |
| 20.  | Nissho Iwai            | Japan          | 067,742               | Handel            |

### 1998
Die Liste erschien am 3. August 1998 mit den Angaben für das Geschäftsjahr 1997.
| Rang | Unternehmen            | Land           | Umsatz 1997 in Mrd. $ | Branche           |
| ---- | ---------------------- | -------------- | --------------------- | ----------------- |
| 1.   | General Motors         | USA            | 178,174               | Automobile        |
| 2.   | Ford                   | USA            | 153,627               | Automobile        |
| 3.   | Mitsui & Co.           | Japan          | 142,688               | Mischkonzerne     |
| 4.   | Mitsubishi Corporation | Japan          | 128,922               | Handel            |
| 5.   | Royal Dutch Shell      | Niederlande    | 128,142               | Öl und Gas        |
| 6.   | Itochu                 | Japan          | 126,632               | Handel            |
| 7.   | Exxon                  | USA            | 122,379               | Öl und Gas        |
| 8.   | Walmart                | USA            | 119,299               | Handel            |
| 9.   | Marubeni               | Japan          | 111,121               | Handel            |
| 10.  | Sumitomo Corporation   | Japan          | 102,395               | Mischkonzerne     |
| 11.  | Toyota                 | Japan          | 095,137               | Automobile        |
| 12.  | General Electric       | USA            | 090,840               | Mischkonzerne     |
| 13.  | Nissho Iwai            | Japan          | 081,894               | Handel            |
| 14.  | IBM                    | USA            | 078,508               | Technologie       |
| 15.  | NTT                    | Japan          | 076,984               | Telekommunikation |
| 16.  | AXA                    | Frankreich     | 076,874               | Versicherungen    |
| 17.  | Daimler-Benz           | Deutschland    | 071,561               | Automobile        |
| 18.  | Daewoo                 | Südkorea       | 071,526               | Mischkonzerne     |
| 19.  | Nippon Life Insurance  | Japan          | 071,388               | Versicherungen    |
| 20.  | BP                     | Großbritannien | 071,193               | Öl und Gas        |

### 1997
Die Liste erschien am 4. August 1997 mit den Angaben für das Geschäftsjahr 1996.
| Rang | Unternehmen            | Land        | Umsatz 1996 in Mrd. $ | Branche           |
| ---- | ---------------------- | ----------- | --------------------- | ----------------- |
| 1.   | General Motors         | USA         | 168,369               | Automobile        |
| 2.   | Ford                   | USA         | 146,991               | Automobile        |
| 3.   | Mitsui & Co.           | Japan       | 144,943               | Mischkonzerne     |
| 4.   | Mitsubishi Corporation | Japan       | 140,204               | Handel            |
| 5.   | Itochu                 | Japan       | 135,542               | Handel            |
| 6.   | Royal Dutch Shell      | Niederlande | 128,175               | Öl und Gas        |
| 7.   | Marubeni               | Japan       | 124,027               | Handel            |
| 8.   | Exxon                  | USA         | 119,434               | Öl und Gas        |
| 9.   | Sumitomo Corporation   | Japan       | 119,281               | Mischkonzerne     |
| 10.  | Toyota                 | Japan       | 108,702               | Automobile        |
| 11.  | Walmart                | USA         | 106,147               | Handel            |
| 12.  | General Electric       | USA         | 079,179               | Mischkonzerne     |
| 13.  | Nissho Iwai            | Japan       | 078,921               | Handel            |
| 14.  | NTT                    | Japan       | 078,321               | Telekommunikation |
| 15.  | IBM                    | USA         | 075,947               | Technologie       |
| 16.  | Hitachi                | Japan       | 075,669               | Technologie       |
| 17.  | AT&T                   | USA         | 074,525               | Telekommunikation |
| 18.  | Nippon Life Insurance  | Japan       | 072,575               | Versicherungen    |
| 19.  | Mobil                  | USA         | 072,267               | Öl und Gas        |
| 20.  | Daimler-Benz           | Deutschland | 071,589               | Automobile        |

### 1996
Die Liste erschien am 5. August 1996 mit den Angaben für das Geschäftsjahr 1995.
| Rang | Unternehmen                    | Land        | Umsatz 1995 in Mrd. $ | Branche           |
| ---- | ------------------------------ | ----------- | --------------------- | ----------------- |
| 1.   | Mitsubishi Corporation         | Japan       | 184,365               | Handel            |
| 2.   | Mitsui & Co.                   | Japan       | 181,519               | Mischkonzerne     |
| 3.   | Itochu                         | Japan       | 169,165               | Handel            |
| 4.   | General Motors                 | USA         | 168,829               | Automobile        |
| 5.   | Sumitomo Corporation           | Japan       | 167,531               | Mischkonzerne     |
| 6.   | Marubeni                       | Japan       | 161,057               | Handel            |
| 7.   | Ford                           | USA         | 137,137               | Automobile        |
| 8.   | Toyota                         | Japan       | 111,052               | Automobile        |
| 9.   | Exxon                          | USA         | 110,009               | Öl und Gas        |
| 10.  | Royal Dutch Shell              | Niederlande | 109,834               | Öl und Gas        |
| 11.  | Nissho Iwai                    | Japan       | 097,886               | Handel            |
| 12.  | Walmart                        | USA         | 093,627               | Handel            |
| 13.  | Hitachi                        | Japan       | 084,167               | Technologie       |
| 14.  | Nippon Life Insurance          | Japan       | 083,207               | Versicherungen    |
| 15.  | NTT                            | Japan       | 081,937               | Telekommunikation |
| 16.  | AT&T                           | USA         | 079,609               | Telekommunikation |
| 17.  | Daimler-Benz                   | Deutschland | 072,256               | Automobile        |
| 18.  | IBM                            | USA         | 071,940               | Technologie       |
| 19.  | Matsushita Electric Industrial | Japan       | 070,398               | Technologie       |
| 20.  | General Electric               | USA         | 070,028               | Mischkonzerne     |

### 1995
Die Liste erschien am 7. August 1995 mit den Angaben für das Geschäftsjahr 1994.
| Rang | Unternehmen                    | Land        | Umsatz 1994 in Mrd. $ | Branche           |
| ---- | ------------------------------ | ----------- | --------------------- | ----------------- |
| 1.   | Mitsubishi Corporation         | Japan       | 175,836               | Handel            |
| 2.   | Mitsui & Co.                   | Japan       | 171,491               | Mischkonzerne     |
| 3.   | Itochu                         | Japan       | 167,825               | Handel            |
| 4.   | Sumitomo Corporation           | Japan       | 162,476               | Mischkonzerne     |
| 5.   | General Motors                 | USA         | 154,951               | Automobile        |
| 6.   | Marubeni                       | Japan       | 150,187               | Handel            |
| 7.   | Ford                           | USA         | 128,439               | Automobile        |
| 8.   | Exxon                          | USA         | 101,459               | Öl und Gas        |
| 9.   | Nissho Iwai                    | Japan       | 100,876               | Handel            |
| 10.  | Royal Dutch Shell              | Niederlande | 094,881               | Öl und Gas        |
| 11.  | Toyota                         | Japan       | 088,159               | Automobile        |
| 12.  | Walmart                        | USA         | 083,412               | Handel            |
| 13.  | Hitachi                        | Japan       | 076,431               | Technologie       |
| 14.  | Nippon Life Insurance          | Japan       | 075,350               | Versicherungen    |
| 15.  | AT&T                           | USA         | 075,094               | Telekommunikation |
| 16.  | NTT                            | Japan       | 070,844               | Telekommunikation |
| 17.  | Matsushita Electric Industrial | Japan       | 069,947               | Technologie       |
| 18.  | Tomen Corporation              | Japan       | 069,902               | Handel            |
| 19.  | General Electric               | USA         | 064,687               | Mischkonzerne     |
| 20.  | Daimler-Benz                   | Deutschland | 064,169               | Automobile        |

### 1994
Die Liste erschien am 25. Juli 1994 mit den Angaben für das Geschäftsjahr 1993.
| Rang | Unternehmen                    | Land           | Umsatz 1993 in Mrd. $ | Branche       |
| ---- | ------------------------------ | -------------- | --------------------- | ------------- |
| 1.   | General Motors                 | USA            | 133,622               | Automobile    |
| 2.   | Ford                           | USA            | 108,521               | Automobile    |
| 3.   | Exxon                          | USA            | 097,825               | Öl und Gas    |
| 4.   | Royal Dutch Shell              | Niederlande    | 095,134               | Öl und Gas    |
| 5.   | Toyota                         | Japan          | 085,283               | Automobile    |
| 6.   | Hitachi                        | Japan          | 068,582               | Technologie   |
| 7.   | IBM                            | USA            | 062,716               | Technologie   |
| 8.   | Matsushita Electric Industrial | Japan          | 061,385               | Technologie   |
| 9.   | General Electric               | USA            | 060,823               | Mischkonzerne |
| 10.  | Daimler-Benz                   | Deutschland    | 059,102               | Automobile    |
| 11.  | Mobil                          | USA            | 056,576               | Öl und Gas    |
| 12.  | Nissan                         | Japan          | 053,760               | Automobile    |
| 13.  | BP                             | Großbritannien | 052,485               | Öl und Gas    |
| 14.  | Samsung Electronics            | Südkorea       | 051,345               | Technologie   |
| 15.  | Philip Morris                  | USA            | 050,621               | Tabak         |
| 16.  | IRI                            | Italien        | 050,488               | Mischkonzerne |
| 17.  | Siemens                        | Deutschland    | 050,381               | Technologie   |
| 18.  | Volkswagen                     | Deutschland    | 046,312               | Automobile    |
| 19.  | Chrysler                       | USA            | 043,600               | Automobile    |
| 20.  | Toshiba                        | Japan          | 042,917               | Technologie   |

### 1993
Die Liste erschien am 26. Juli 1993 mit den Angaben für das Geschäftsjahr 1992.
| Rang | Unternehmen                    | Land           | Umsatz 1992 in Mrd. $ | Branche        |
| ---- | ------------------------------ | -------------- | --------------------- | -------------- |
| 1.   | General Motors                 | USA            | 132,775               | Automobile     |
| 2.   | Exxon                          | USA            | 103,547               | Öl und Gas     |
| 3.   | Ford                           | USA            | 100,786               | Automobile     |
| 4.   | Royal Dutch Shell              | Niederlande    | 098,935               | Öl und Gas     |
| 5.   | Toyota                         | Japan          | 079,114               | Automobile     |
| 6.   | IRI                            | Italien        | 067,547               | Mischkonzerne  |
| 7.   | IBM                            | USA            | 065,096               | Technologie    |
| 8.   | Daimler-Benz                   | Deutschland    | 063,340               | Automobile     |
| 9.   | General Electric               | USA            | 062,202               | Mischkonzerne  |
| 10.  | Hitachi                        | Japan          | 061,466               | Technologie    |
| 11.  | BP                             | Großbritannien | 059,216               | Öl und Gas     |
| 12.  | Matsushita Electric Industrial | Japan          | 057,481               | Technologie    |
| 13.  | Mobil                          | USA            | 057,389               | Öl und Gas     |
| 14.  | Volkswagen                     | Deutschland    | 056,734               | Automobile     |
| 15.  | Siemens                        | Deutschland    | 051,402               | Technologie    |
| 16.  | Nissan                         | Japan          | 050,248               | Automobile     |
| 17.  | Philip Morris                  | USA            | 050,157               | Tabak          |
| 18.  | Samsung Electronics            | Südkorea       | 049,560               | Technologie    |
| 19.  | Fiat                           | Italien        | 047,929               | Automobile     |
| 20.  | Unilever                       | Niederlande    | 043,963               | Nahrungsmittel |

### 1992
Die Liste erschien am 27. Juli 1992 mit den Angaben für das Geschäftsjahr 1991.
| Rang | Unternehmen                    | Land           | Umsatz 1991 in Mrd. $ | Branche        |
| ---- | ------------------------------ | -------------- | --------------------- | -------------- |
| 1.   | General Motors                 | USA            | 123,780               | Automobile     |
| 2.   | Royal Dutch Shell              | Niederlande    | 103,835               | Öl und Gas     |
| 3.   | Exxon                          | USA            | 103,242               | Öl und Gas     |
| 4.   | Ford                           | USA            | 088,963               | Automobile     |
| 5.   | Toyota                         | Japan          | 078,061               | Automobile     |
| 6.   | IBM                            | USA            | 065,394               | Technologie    |
| 7.   | IRI                            | Italien        | 064,096               | Mischkonzerne  |
| 8.   | General Electric               | USA            | 060,236               | Mischkonzerne  |
| 9.   | BP                             | Großbritannien | 058,355               | Öl und Gas     |
| 10.  | Daimler-Benz                   | Deutschland    | 057,321               | Automobile     |
| 11.  | Mobil                          | USA            | 056,910               | Öl und Gas     |
| 12.  | Hitachi                        | Japan          | 056,053               | Technologie    |
| 13.  | Matsushita Electric Industrial | Japan          | 048,595               | Technologie    |
| 14.  | Philip Morris                  | USA            | 048,109               | Tabak          |
| 15.  | Fiat                           | Italien        | 046,812               | Automobile     |
| 16.  | Volkswagen                     | Deutschland    | 046,042               | Automobile     |
| 17.  | Siemens                        | Deutschland    | 044,859               | Technologie    |
| 18.  | Samsung Electronics            | Südkorea       | 043,702               | Technologie    |
| 19.  | Nissan                         | Japan          | 042,906               | Automobile     |
| 20.  | Unilever                       | Niederlande    | 041,262               | Nahrungsmittel |

### 1991
Die Liste erschien am 29. Juli 1991 mit den Angaben für das Geschäftsjahr 1990.
| Rang | Unternehmen                    | Land           | Umsatz 1990 in Mrd. $ | Branche       |
| ---- | ------------------------------ | -------------- | --------------------- | ------------- |
| 1.   | General Motors                 | USA            | 125,126               | Automobile    |
| 2.   | Royal Dutch Shell              | Niederlande    | 107,203               | Öl und Gas    |
| 3.   | Exxon                          | USA            | 105,885               | Öl und Gas    |
| 4.   | Ford                           | USA            | 098,274               | Automobile    |
| 5.   | IBM                            | USA            | 069,018               | Technologie   |
| 6.   | Toyota                         | Japan          | 064,516               | Automobile    |
| 7.   | IRI                            | Italien        | 061,433               | Mischkonzerne |
| 8.   | BP                             | Großbritannien | 059,540               | Öl und Gas    |
| 9.   | Mobil                          | USA            | 058,770               | Öl und Gas    |
| 10.  | General Electric               | USA            | 058,414               | Mischkonzerne |
| 11.  | Daimler-Benz                   | Deutschland    | 054,259               | Automobile    |
| 12.  | Hitachi                        | Japan          | 050,685               | Technologie   |
| 13.  | Fiat                           | Italien        | 047,751               | Automobile    |
| 14.  | Samsung Electronics            | Südkorea       | 045,042               | Technologie   |
| 15.  | Philip Morris                  | USA            | 044,323               | Tabak         |
| 16.  | Volkswagen                     | Deutschland    | 043,710               | Automobile    |
| 17.  | Matsushita Electric Industrial | Japan          | 043,516               | Technologie   |
| 18.  | Eni                            | Italien        | 041,761               | Versorger     |
| 19.  | Texaco                         | USA            | 041,235               | Öl und Gas    |
| 20.  | Nissan                         | Japan          | 040,217               | Automobile    |

### 1990
Die Liste erschien am 30. Juli 1990 mit den Angaben für das Geschäftsjahr 1989.
| Rang | Unternehmen                    | Land           | Umsatz 1989 in Mrd. $ | Branche        |
| ---- | ------------------------------ | -------------- | --------------------- | -------------- |
| 1.   | General Motors                 | USA            | 126,974               | Automobile     |
| 2.   | Ford                           | USA            | 096,933               | Automobile     |
| 3.   | Exxon                          | USA            | 086,656               | Öl und Gas     |
| 4.   | Royal Dutch Shell              | Niederlande    | 085,528               | Öl und Gas     |
| 5.   | IBM                            | USA            | 063,438               | Technologie    |
| 6.   | Toyota                         | Japan          | 060,444               | Automobile     |
| 7.   | General Electric               | USA            | 055,264               | Mischkonzerne  |
| 8.   | Mobil                          | USA            | 050,976               | Öl und Gas     |
| 9.   | Hitachi                        | Japan          | 050,894               | Technologie    |
| 10.  | BP                             | Großbritannien | 049,484               | Öl und Gas     |
| 11.  | IRI                            | Italien        | 049,077               | Mischkonzerne  |
| 12.  | Matsushita Electric Industrial | Japan          | 043,086               | Technologie    |
| 13.  | Daimler-Benz                   | Deutschland    | 040,616               | Automobile     |
| 14.  | Philip Morris                  | USA            | 039,069               | Tabak          |
| 15.  | Fiat                           | Italien        | 036,741               | Automobile     |
| 16.  | Chrysler                       | USA            | 036,156               | Automobile     |
| 17.  | Nissan                         | Japan          | 036,078               | Automobile     |
| 18.  | Unilever                       | Niederlande    | 035,284               | Nahrungsmittel |
| 19.  | DuPont                         | USA            | 035,209               | Chemie         |
| 20.  | Samsung Electronics            | Südkorea       | 035,189               | Technologie    |